# Geborgenheit
 (novembre 2015).
L'expression allemande Geborgenheit [ɡəˈbɔʁɡn̩ˌhaɪ̯t]  décrit un état de sécurité et de bien-être. La Geborgenheit est plus que la simple sécurité, protection et absence de risque de blessures ; elle symbolise aussi la proximité, la chaleur, le calme et la paix. L'expression est considérée comme intraduisible et existe aussi en néerlandais (Geborgenheid) et en afrikaans.
Lors d'un concours international initié par le Conseil de la langue allemande et l'Institut Goethe, le mot a été couronné en 2004 comme le deuxième mot le plus beau de la langue allemande derrière « Habseligkeiten ».
Le psychologue Hans Mogel désigne la Geborgenheit comme un sentiment d'existence (Lebensgefühl) central. Sa définition inclut les notions de sécurité, de bien-être, de confiance, de satisfaction, d'acceptation et d'amour par les autres. Des psychologues et des pédagogues considèrent l'expérience de la Geborgenheit dans l'enfance comme fondamentale pour le développement d'une personnalité stable. En outre, la Geborgenheit est une condition préalable au jeu enfantin.